# 2,2-Bis(3-metil-4-aminofenil)propano
2,2-Bis(3-metil-4-aminofenil)propano ou 2,2-bis-(4-amino-3-metil-fenil)-propano é um composto orgânico de fórmula C17H22N2 e massa molecular 254,37153.
É homólogo estrutural do 2,2-bis(3-metil-4-hidroxifenil)propano (chamado bisfenol C) ou do 2,2-bis(3-amino-4-hidroxifenil)propano, mas com os grupos amino na posição para e [Grupo metila|metilado]] na posição meta, em relação à estrutura propano que une os dois anéis benzênicos.